# Orcaella heinsohni
Orcaella heinsohni — вид ссавців родини дельфінових.

## Поширення
Населяє прибережні, мілководні райони тропічних і субтропічних зон Австралії, і, можливо, деякі частини Нової Гвінеї. Населяє прибережне мілководдя, а найбільш поширений в солонуватих гирлах річок, як правило, у водах менше 10 м глибиною (з перевагою в деяких областях до дуже дрібних вод, <2 м глибиною).

## Поведінка
Харчується найрізноманітнішою рибою (у тому числі це анчоуси, сардини, палтус, вугор, лящ, різні видів гирлових риб). Вони також їдять головоногих (кальмари, каракатици, восьминоги) і ракоподібних (креветки й ізоподи).

## Загрози та охорона
Прибережне проживання цього виду робить його особливо вразливим для діяльності людини. Тим не менше, більшість ареалу в північній Австралії та Новій Гвінеї не сильно деградували. Значне число дельфінів були вбиті в анти-акулячих мережах, покликаних захистити купальщиків. На додаток до смертності в анти-акулячих мережах, ці дельфіни помирають в прибережних зябрових мережах, встановлених по струмках, річках і дрібних лиманах в першу чергу для барамунди (Lates calcarifer) і лосося (Polynemus sheridani) і (Eleutheronema tetradactylum).